# Monzambano (destroyer)
Pour les articles homonymes, voir Monzambano.
Le Monzambano (fanion « MB ») était un destroyer (puis, plus tard, un torpilleur) italien de la classe Curtatone, lancé en 1923 pour la Marine royale italienne (en italien : Regia Marina).

## Conception et description
Les navires lancés entre 1922-23 qui suivirent la classe Palestro étaient supérieurs en tonnage et dimensions, mais semblables d’apparence et d’armement. Ils n’avaient plus notamment ce gouvernail remontant sur le cul, caractérisant les destroyers Italiens de l’époque.
Ces navires avaient une longueur totale de 84,94 mètres, une largeur de 8,02 mètres et un tirant d'eau de 2,46 mètres. Ils déplaçaient 890 tonnes à charge normale, et 900 tonnes à pleine charge. Leur effectif était de 6 officiers et 102 sous-officiers et marins
Les Curtatone étaient propulsés par deux turbines à vapeur Zoelly, chacune entraînant un arbre d'hélice et utilisant la vapeur fournie par quatre chaudières Thornycroft. La puissance nominale des turbines était de 22 000 chevaux-vapeur (16 400 kW) pour une vitesse de 32 nœuds (59 km/h) en service. Ils avaient une autonomie de 1 800 milles nautiques (3 300 km) à une vitesse de 15 noeuds (28 km/h).
Leur batterie principale était composée de 2 canons jumelés Schneider-Armstrong Mod. 1919 de 102/45 mm. La défense antiaérienne (AA) des navires de la classe Curtatone était assurée par 2 canons simples Armstrong Mod. 1914 de 76/30 mm. Ils étaient équipés de 6 tubes lance-torpilles de 450 millimètres (21 pouces) dans deux supports triples au milieu du navire. Les Curtatone étaient également équipés d'un équipement pour le transport et la pose de 16 mines.

## Construction et mise en service
Le Monzambano est construit par le chantier naval Cantiere navale fratelli Orlando à Livourne en Italie, et mis sur cale le 20 janvier 1921. Il est lancé le 6 août 1923 et est achevé et mis en service le 4 juin 1924. Il est commissionné le même jour dans la Regia Marina.

## Histoire de service

### Les années 1920 et 1930
Construit entre janvier 1921 et juin 1924, le destroyer Monzambano, une fois opérationnel, en juillet 1924, est affecté au IVe escadron de destroyers.
Entre 1928 et 1932, le navire effectue plusieurs croisières qui l'ont conduit à Constanța, en Libye et dans le Dodécanèse. En 1929, le destroyer, ainsi que ses navires-jumeaux (sister ships) Curtatone, Castelfidardo et Calatafimi, constituent le VIIIe escadron de destroyers qui, avec le VIIe escadron de destroyers (composée par les unités de la classe Palestro) et le croiseur éclaireur Augusto Riboty, forment la IVe flottille de destroyers, appartenant à la IIe division de torpilleurs, partie de la IIe escadre navale basée à Tarente.
A bord du navire, à cette époque, sert également le sous-lieutenant de vaisseau (sottotenente di vascello) Mario Milano, futur médaille d'or de la valeur militaire. Après 1930, le Monzambano subit des modifications qui voient le relèvement de la cheminée avant. En 1931, le navire est affecté, avec les explorateurs (croiseurs éclaireurs) Bari et Taranto, les destroyers Confienza et San Martino et le torpilleur Dezza, à la IVe division de la 2e escadre navale.
Plus tard, le Monzambano est affecté au VIe escadron de destroyers, opérant en Grèce et en Cyrénaïque. En 1937, le navire subit de nouveaux travaux à l'Arsenal de La Spezia. Le 1er octobre 1938, le Monzambano est déclassé en torpilleur.
Entre 1939 et 1940, le navire, comme les autres unités de la classe, subit d'autres travaux de modification, qui consistent à remplacer les deux canons Armstrong 1914 de 76/30 mm par 2 (ou 4) mitrailleuses simples Scotti-Isotta Fraschini 1939 de 20/77 mm (posées à la place des canons) et 2 mitrailleuses 8/80 mm (placées sur le château),. Plus tard, deux lanceurs pour les grenades sous-marines sont également embarqués.

### La deuxième guerre mondiale

#### 1940
Lors de l'entrée de l'Italie dans la Seconde Guerre mondiale, le 10 juin 1940, le Monzambano appartient au XVIe escadron de torpilleurs (formé avec ses navires-jumeaux Curtatone, Castelfidardo et Calatafimi et les torpilleurs plus anciens Giacinto Carini et Giuseppe La Masa), basé à La Spezia.
Le 20 août 1940, avec la constitution du Comando Superiore Traffico Albania (Maritrafalba), qui devient actif le 5 septembre, le Monzambano est redéployé à Brindisi et affecté, avec d'autres unités (deux vieux destroyers, neuf autres torpilleurs, trois croiseurs auxiliaires et le XIIIe escadron de MAS (Motoscafo Armato Silurante - vedette-torpilleur ), à ce commandement, qui l'affecte à des tâches d'escorte de convois en Basse Adriatique, entre l'Italie et l'Albanie,,.
Le 6 septembre 1940, le Monzambano entame sa première mission pour Maritrafalba, en escortant le navire postal à moteur Filippo Grimani de Durrës à Brindisi. Le lendemain, le torpilleur escorte le Grimani sur le trajet inverse, puis, les 8, 9 et 10 septembre, à nouveau de Durrës à Brindisi, de Brindisi à Durrës et de Durrës à Brindisi. Le 11 septembre, le navire escorte le Grimani de Brindisi à Durrës , tandis que le 12, il escorte à nouveau le navire-jumeau du Grimani, le Piero Foscari, de Brindisi à Durrës, puis reprend l'escorte, au cours de la même journée, du Grimani qui revient de Durrës à Brindisi. Le lendemain, le Monzambano escorte à nouveau d'abord le Grimani, de Brindisi à Durrës, puis le Foscari, de Durrës à Brindisi. Le 14, il escorte le Foscari de Brindisi à Durrës, puis le Grimani sur le trajet inverse
Le 16 septembre, le torpilleur escorte de Brindisi à Vlora un convoi composé des vapeurs Luisa, Poseidone et Nautilus, transportant 1 500 soldats et 80 tonnes de matériel, et le même jour, le navire quitte Vlora pour Bari en escortant le vapeur Alga, qui revient déchargé. Le 25 septembre, le Monzambano quitte Bari pour Durrës, escortant, avec le croiseur auxiliaire Barletta et le torpilleur Solferino, les vapeurs Galilea et Quirinale, transportant 2 195 soldats de la division " Piemonte " et 148 tonnes de fournitures. Le lendemain, le 26, le Monzambano et le Solferino escortent les deux steamers qui reviennent à vide de Durrës à Bari. Le 28 septembre, le Monzambano, Solferino et Barletta escortent les navires à moteur Catalani et Viminale de Bari à Durrës, transportant 2 140 hommes et 109 tonnes de fournitures.
Le 2 octobre, le Monzambano escorte de Bari à Durrës le navire à moteur Maria et les vapeurs Perla et Sabaudia, chargés de divers approvisionnements. Deux jours plus tard, le navire escorte les steamers Siculo et Olimpia, qui reviennent à vide de Durrës à Bari.
Le 12 octobre 1940, le Maritrafalba est dissous, mais déjà le 21 octobre ce commandement est reconstitué, et de nouveau le Monzambano est placé sous son commandement (avec deux destroyers plus anciens, neuf autres torpilleurs, quatre croiseurs auxiliaires et le XIIIe escadron de MAS) pour des fonctions d'escorte de convois et de lutte anti-sous-marine.
Le 28 octobre à 2h40 du matin, le torpilleur quitte Brindisi pour Durrës en escortant le Foscari et le Grimani, transportant 14 véhicules à moteur, neuf motos, 1 547 tonnes de munitions, 485 tonnes de provisions, 22,5 tonnes de bétail et 1 294 tonnes de fournitures (mais toujours utilisées comme courrier). Après avoir atteint Durrës, les navires repartent, arrivant à Brindisi à 14h35. Le 29 octobre, le Monzambano appareille de Brindisi à 3h45, escortant le Foscari et le Grimani jusqu'à Durrës, puis de nouveau de Durrës à Brindisi, où ils arrivent à 16h20 le même jour. Transféré à Bari, le torpilleur part à sept heures du matin le 30 octobre, avec le petit croiseur auxiliaire Lago Zuai, escortant le grand vapeur Piemonte jusqu'à Vlora, où ils arrivèrent à 14h30, transportant 1 860 soldats et 170,5 tonnes de fournitures.
Le 5 novembre, à 23h00, le Monzambano appareille de Vlora avec le mouilleur de mines Azio, pour escorter à Brindisi les navires à vapeur Caterina, Nautilus, Tagliamento et Città di Bastia déchargés. Le convoi arrive à Brindisi à 11h45 le lendemain. Le 7 novembre, à 15 heures, le torpilleur, qui est retourné en Albanie, et le Lago Zuai quittent Durrës pour Bari, escortant le navire à moteur Burma et les vapeurs Titania, Enrico et Romagna (les deux premiers déchargés, les deux autres utilisés pour le service civil): les navires arrivent le 8 novembre à 6 heures du matin.
Ce même 8 novembre, à 18h40, le navire, ainsi que l'ancien torpilleur Francesco Stocco, quittent Bari en escortant le vapeur Perla, avec 94 véhicules, et le navire à moteur Narenta, utilisé pour le trafic civil, et arrivent à Durrës le 9 novembre à 11h15. Le 12 novembre, à 16 heures, le Monzambano et le Stocco quittent Durrës pour escorter à Bari les vapeurs Campidoglio et Casaregis et le chalutier à moteur et navire frigorifique Genepesca II, tous déchargés. Les navires arrivent à Bari à 7h30 le 13 novembre. Le 13 novembre, à 2 heures du matin, le navire quitte Bari avec le torpilleur Antares et le croiseur auxiliaire Egeo, escortant un convoi composé du navire à moteur Città di Marsala et des vapeurs Italia, Firenze et Galilea, transportant 1 662 soldats et 48 quadrupèdes. Le convoi est arrivé à Vlora à 16h20.
Entre-temps, le Monzambano retourne à Brindisi et part le 13 à 6 heures du matin, avec le Lago Zuai, le Antares et un troisième torpilleur, le Aretusa, escortant les navires à vapeur Italia et Firenze jusqu'à Durrës, transportant le premier groupe de la division alpine " Tridentina ": 1 105 hommes, 9 véhicules et 90,5 tonnes de matériel. Le convoi est arrivé au port à 16h00. Le 15 novembre, à cinq heures du matin, le Monzambano et le Aretusa partent de Durrës escortant les navires Italia et Firenze, qui reviennent déchargés, jusqu'à Bari, où ils arrivent après douze heures. Deux jours plus tard, le Monzambano escorte de Bari, partant à 3 heures du matin, à Durrës, arrivant à 4h50, le navire à moteur Marin Sanudo et le vapeur Casaregis, transportant 200 véhicules.
Le 20 novembre, à 3h20, le torpilleur quitte Durrës en escortant les steamers vides Olimpia et Nita, avec lesquels il arrive à Bari le 21 novembre à 4h00. Le lendemain à 14 heures, le Monzambano quitte Bari en escortant le vapeur Rialto, utilisé pour le trafic civil: les deux navires atteignent Brindisi à 20 heures le soir même.
Le 25 décembre 1940, à sept heures du matin, le Monzambano quitta Brindisi pour Bari, où il arrive à 10h50, escortant le vapeur Merano et le navire à moteur Birmania, qui sont vides. A 15h30 du même jour, le torpilleur quitte Bari pour Durrës, escortant le Merano, utilisé pour le trafic civil, et un second vapeur, le Minerva, chargé de 1 693,5 tonnes de provisions. Le convoi arrive à Durrës à dix heures du matin le 26 décembre.
Le 27 décembre, à 20 heures, le navire quitte Durrës en escortant le Galilea et le Marin Sanudo, qui sont déchargés et arrivent à Bari le lendemain à 10h35. Le 29, à dix heures du matin, l'unité quitte Bari en escortant le Marin Sanudo, également vide, jusqu'à Brindisi, où elle arrive à 15h35.

#### 1941
Du 28 janvier 1941 à mars de la même année, le torpilleur est employé à La Spezia pour tester un nouveau type de complexe quadruple tubes lance-torpilles et de nouveaux équipements pour le dragage de protection. Une fois les expériences terminées, cet équipement est retiré et le Monzambano retourne sur les routes d'Albanie.
Le service d'escorte au Maritrafalba reprend le 1er avril 1941, lorsque le navire, à 20h35, quitte Brindisi pour Durrës, escortant les vapeurs Buffoluto (utilisé pour le trafic civil), Irma Calci et A. Martini et le pétrolier Picci Fassio, transportant 380 tonnes de fourrage, 1 080 tonnes de farine et 270 tonnes de gasoil. Le convoi atteint le port albanais à 9h30 le 2 avril. Le Monzambano part à midi le même jour, escortant le navire à moteur Città di Trapani vide, le navire à vapeur Italia et le navire à moteur Città di Marsala de Durrës à Bari, où ils arrivent à 00h30 le 3, ce dernier transportant 431 blessés légers.
Le 5 avril, le Monzambano, son navire-jumeau Calatafimi et le croiseur auxiliaire Brindisi escortent le Italia et les navires à moteur Rossini, Puccini et Città di Marsala de Bari à Durrës, chargés de 3 645 soldats et de 224 tonnes de fournitures. Le lendemain, à 20h30, le torpilleur quitte Vlora, où il s'est déplacé, escortant le vapeur déchargé Conte di Misurata, avec lequel il atteint Brindisi le 7 à 8 heures. Le Monzambano et un autre torpilleur, le Altair, quittent Bari à minuit le 8 avril, escortant les vapeurs Milano et Quirinale et les navires à moteur Città di Savona et Città di Bastia, transportant le premier groupe de la division d'infanterie " Marche ", destinée au Monténégro (3 408 hommes et 213 tonnes de matériel). Au large de Brindisi, au point Y, le convoi est rejoint par le Brindisi, pour renforcer l'escorte. Les navires arrivent à Durrës à 17h05 le 8 avril.
Le 9 avril, à 9h10, le Monzambano quitte Durrës en escortant le vapeur Quirinale et les navires à moteur Narenta et Città di Savona, déchargés, et arrive à Bari à 2h15 le 10. Le navire quitte alors Bari à quatre heures le 11 avril, en même temps que le Brindisi, escortant les navires à moteur Città di Savona, Città di Alessandria et Donizetti, transportant 2 090 hommes et 487 tonnes de fournitures: le convoi arrive à Durrës à 16h45.
De retour dans les Pouilles, le Monzambano et le Brindisi quittent Bari le 19 avril à 19 heures, escortant les vapeurs Anna Capano, Miseno et Pontinia, chargés de 580 tonnes d'essence et de 980 tonnes d'autres fournitures, et arrivent à Durrës le 20 à 17 . Le 22 avril, à 4h30 du matin, le Monzambano et le Calatafimi quittent Durrës pour Bari, escortant le navire à moteur Maria et les vapeurs vides Armando et Albachiara. Les navires arrivent au port à 9h30 le 23. Le même jour, à 21 heures, le torpilleur, ainsi que le croiseur auxiliaire Capitano A. Cecchi, quitte Bari pour escorter les navires à moteur Città di Marsala et Puccini, chargés de 1 462 soldats et de 389 tonnes de fournitures, avec lesquels ils atteignent Durrës à 9h15 le lendemain.
Le 29 avril 1941, à 20 heures, le torpilleur quitte Bari pour escorter un convoi des vapeurs A. Martini, Bottiglieri, Cerere et Esterina, venant de Bari (d'où ils sont partis à 20 heures) avec une cargaison de fourrage, de bois et de matériaux de construction. Le Monzambano n'escorte les navires que jusqu'à Brindisi, où il est repris par le Solferino pour le voyage vers Durrës.
Le 5 mai 1941, le navire, qui fait partie du XVIe escadron de torpilleurs avec ses navires-jumeaux Curtatone, Castelfidardo et Calatafimi, est placé sous le commandement du groupe naval de la mer Égée du Nord (Marisudest) nouvellement formé, basé à Athènes et opérant dans la mer Égée en coopération avec la Kriegsmarine,. Déployé au Pirée, le navire commence des missions d'escorte en mer Égée, avec pour destinations la Crète et la Cyrénaïque,.
Le 15 mai 1941, le Monzambano et le Curtatone escortent d'Augusta à Patras les vapeurs allemands Castellon, Maritza, Santa Fè, Alicante et Procida, avec du personnel et du matériel de la Wehrmacht. Le 22 mai à 5 heures du matin, le navire, accompagné des torpilleurs Libra et Lira et des destroyers Francesco Crispi et Quintino Sella, quitte le Pirée pour tenter de transporter et de débarquer sur la plage de Máleme (Crète) des troupes de renfort allemandes (quelques bataillons de Gebirgsjäger), étant donné les difficultés rencontrées par les forces allemandes pour occuper la Crète (deux convois précédents avec des troupes allemandes, escortés par les torpilleurs italiens Lupo et Sagittario, avaient été interceptés par des formations de croiseurs britanniques: le premier convoi avait été à moitié détruit, le second, indemne de l'action des torpilleurs, avait néanmoins dû rentrer au port). Cependant, en raison de la présence d'une formation navale britannique supérieure en mer (croiseurs légers HMS Naiad (93) et HMAS Perth (D29), croiseurs anti-aériens HMS Calcutta (D82) et HMS Carlisle (D67), destroyers HMS Kandahar (F28), HMS Nubian (F36) et HMS Kingston (F64), les mêmes navires qui peu après auraient attaqué le convoi escorté par le Sagittario), repérée par les avions de l'Axe, à 8h15 les cinq unités doivent être rappelées. Pendant le retour vers le Pirée, à 8h45, les torpilleurs sont également attaqués accidentellement par des bombardiers allemands Junkers Ju 87 " Stuka ", qui endommagent le Sella.
Le 30 juin, le navire, ainsi que le Castelfidardo, escorte de Candia au Pirée les vapeurs allemands Livorno, Spezia, Savona et Icnusa, avec du personnel et du matériel de la Wehrmacht. Le 3 juillet, les deux torpilleurs, ainsi qu'un troisième, le Sirio, escortent du Pirée à Souda quatre autres navires marchands allemands, les vapeurs Pierluigi, Talowa et Delos et le pétrolier Ossag, avec du personnel, du matériel et du carburant de la Wehrmacht.
Le 9 juillet (pour d'autres sources 9 juin), on pense que le navire heurte une unité sous-marine ennemie lors d'une action anti-sous-marine dans les eaux du détroit des Dardanelles, mais il n'y a pas de confirmation des dommages. Un sort similaire est réservé à une autre action anti-sous-marine menée le jour suivant entre les îles Macronissi et Mandili. Le 10 juillet, en effet, le sous-marin britannique HMS Torbay (N79) (pour d'autres sources le sous-marin grec Parthion) avait lancé deux torpilles, dans le canal de Zea (entre l'Attique et l'île de Zea), contre le pétrolier Strombo, naviguant du Pirée à Souda avec le vapeur allemand Salzburg et le torpilleur Castelfidardo, l'endommageant. Le Monzambano, envoyé par Marisudest pour sauver le pétrolier (qui compte deux disparus parmi l'équipage), réussit, après une chasse infructueuse à l'unité ennemie, à remorquer le Strombo jusqu'à Salamine,,.
Le 8 août, l'unité escorte du Pirée aux Dardanelles le pétrolier Tarvisio, à destination de la mer Noire pour embarquer du naphte en provenance de Roumanie. Le 14 août, le Monzambano escorte de Souda au Pirée le vapeur allemand Delos, avec du personnel et du matériel allemand, tandis que le 22 août, le torpilleur escorte les vapeurs séparés Miseno et Porto San Paolo, de Bari à Durrës, avec une cargaison de fournitures diverses.
Le 1er septembre 1941, le navire escorte le vapeur allemand Procida, avec du matériel et du personnel de la Wehrmacht, du Pirée à Souda, et plus tard le même jour, il escorte le vapeur Mariska de Vlora à Brindisi. Entre septembre et début octobre 1941, le torpilleur effectue plusieurs missions de pose de champs de mines, dont trois à proximité du détroit des Dardanelles.
Dans l'après-midi du 3 octobre, le Monzambano, le Calatafimi et un autre torpilleur, le Aldebaran, quittent Thessalonique pour le Pirée, escortant les pétroliers Torcello et Théophile Gautier, ce dernier français. Le 4 octobre à 18h40, le Gautier est touché par une torpille lancée par le sous-marin britannique HMS Talisman (N78) et coule à huit milles nautiques (15 km) au nord de l'île du Jura, à la position géographique de 37° 51′ N, 24° 35′ E,. Le Monzambano contre-attaque immédiatement en larguant des grenades sous-marines. Après avoir sauvé tout l'équipage du Gautier, les trois torpilleurs et le Torcello reprennent la navigation et arrivent au Pirée sans autre problème le 5 octobre.
Le 19 octobre 1941, le Monzambano escorte de Patras au Pirée, avec les torpilleurs Lupo et Altair et le croiseur auxiliaire Barletta, un convoi de quatre navires marchands (les navires à moteur Città di Agrigento et Città di Marsala et les vapeurs Tagliamento et Salzburg, ce dernier allemand) chargés de troupes et de matériel italiens et allemands. Dans l'après-midi du même jour, le convoi part pour Candia, mais dans la soirée, à 19h28, le Altair, qui fait route à gauche du convoi, heurte une mine posée onze jours plus tôt par le sous-marin britannique HMS Rorqual (N74) dans le golfe Saronique, à l'ouest de l'île de San Giorgio, à la position géographique de 37° 22′ N, 23° 52′ E, à trois milles nautiques par 320° de cette île ; à trois milles (5,6 km) au sud-ouest de Gaidaro) et perd sa proue, s'immobilisant avec des incendies à bord,,. Sur les ordres du capitaine de frégate (capitano di fregata) Francesco Mimbelli, commandant du Lupo, le Monzambano et le Barletta continuent avec le convoi vers Candia, où ils arrivent sans problèmes, étant rejoints par le destroyer Quintino Sella, envoyé pour remplacer le Altair et le Lupo, qui reste pour assister le navire en difficulté. Malgré les tentatives de sauvetage du Lupo, le Altair coule à 2h47 le 20 octobre, et un sort similaire, à 9h00 le lendemain matin, est réservé au torpilleur Aldebaran, qui a quitté le Pirée pour secourir le Altair (263 des 286 hommes des équipages des deux unités peuvent être sauvés),,,.
Le 22 octobre, le Monzambano, avec le Barletta et le destroyer Quintino Sella, escorte de Candia au Pirée le Città di Agrigento, le Città di Marsala et le vapeur Triton Maris. Le lendemain, le navire, ainsi que le Lupo, escortent les navires à vapeur Pier Luigi, Artemis Pitta et Burgos naviguant du Pirée à Thessalonique. Le 31 octobre, le Monzambano et le Castelfidardo escortent le pétrolier Torcello de Thessalonique aux Dardanelles, à destination de la mer Noire.
Le 2 novembre de la même année, le Monzambano et le Castelfidardo quittent les Dardanelles pour escorter au Pirée le pétrolier Tampico, venant de la mer Noire avec une cargaison de naphte en provenance de Roumanie. A 13h30 de ce même jour, le pétrolier quitte les eaux territoriales turques, escorté par les deux torpilleurs. Cependant, le 3 novembre à 10h37, le sous-marin britannique HMS Proteus (N29) frappe le Tampico avec une torpille, à la position géographique de 37° 53′ N, 24° 30′ E dans le canal de Doro. Les deux torpilleurs poursuivent d'abord sans succès le sous-marin avec des grenades sous-marines, croyant, à tort, l'avoir coulé, puis ils portent assistance au navire marchand,. Comme le Tampico reste à flot et qu'il y a la possibilité de le remorquer, le Castelfidardo essaie à deux reprises de le prendre en remorque, mais il doit renoncer à cause de la rupture des câbles. Rejoint également par le torpilleur Cassiopea, envoyé en renfort, et par le remorqueur Ardenza, le Tampico atteint le Pirée à 1 heure du matin le 4 novembre,,.

#### 1942
Le 6 février 1942, le Monzambano, le Barletta et le Cassiopea escortent de Souda au Pirée les navires à moteur Città di Alessandria et Città di Savona et le vapeur allemand Santa Fè. Quatre jours plus tard, le Lupo, le Monzambano et le mouilleur de mines allemand Drache escortent les trois mêmes marchands du Pirée à Souda, avec en plus le navire à moteur Città di Agrigento, et le 13 février ils escortent à nouveau les quatre marchands de Souda au Pirée. Le 17 février, le torpilleur escorte du Pirée à Kavaliani les navires à vapeur Annibale et Volodda, tandis que le 25 février, le navire, toujours avec le Castelfidardo et le Drache, escorte du Pirée à Souda les Città di Agrigento, Città di Alessandria, Città di Savona et Santa Fè. A 12h15 du jour suivant, pendant la navigation, le sous-marin britannique HMS Turbulent (N98) attaque le convoi avec le lancement de torpilles dans le golfe de Souda (environ vingt milles nautiques (37 km) au nord-ouest de Souda), mais ne touche aucun navire, et, après avoir contre-attaqué avec le lancement de grenades sous-marines, le convoi atteint sa destination à 14h15.
Le 2 mars, le Monzambano, le Barletta, le Castelfidardo et le Drache escortent à nouveau les quatre mêmes marchands de Souda au Pirée, tandis que trois jours plus tard, le Monzambano escorte le pétrolier Devoli de Samos à Patras. Le 14 mars, le Monzambano, le Sirio, le Brindisi et le Drache escortent les navires à moteur Città di Agrigento, Città di Alessandria et Città di Savona du Pirée à Souda, et le 17 mars les mêmes unités escortent les trois navires à moteur (qui sont rejoints par le vapeur allemand Arcadia) sur le trajet inverse[8]. Enfin, le 29 mars, le torpilleur escorte le navire à vapeur Audace de Chalcis au Pirée.
Le 3 avril, le Monzambano, le Calatafimi et le Brindisi, avec trois patrouilleurs allemands, escortent du Pirée à Souda les navires à moteur Città di Agrigento, Città di Alessandria et Città di Savona, les vapeurs Delos et Teseo et le pétrolier Elli. Trois jours plus tard, les deux torpilleurs et le croiseur auxiliaire escortent les trois navires à moteur et le Delos de Souda au Pirée. Le 10 avril, le Monzambano, le Calatafimi et le Brindisi escortent à nouveau les quatre mêmes navires marchands du Pirée à Souda, tandis que le 22, avec l'ajout d'un patrouilleur allemand, ils escortent les trois navires à moteur de Souda au Pirée. Le 28 avril, les trois unités italiennes escortent du Pirée à Héraklion les navires Città di Agrigento, Città di Savona et Delos.
Le 2 mai, le Monzambano, le Calatafimi et le Brindisi, ainsi que deux patrouilleurs de la Kriegsmarine, escortent les Città di Agrigento, Città di Savona, Delos et Santa Fè d'Iraklion au Pirée. Le 17 juin, le Monzambano, le Calatafimi, le Sirio et le Barletta escortent les Città di Savona, Città di Alessandria, Tagliamento, Re Alessandro et Santa Fè du Pirée à Héraklion, et trois jours plus tard, le Monzambano, le Calatafimi et le Barletta, ainsi que deux patrouilleurs allemands, escortent les mêmes navires marchands (à l'exception du Tagliamento, à la place duquel se trouve le Città di Agrigento) sur le trajet inverse.
Le 4 juillet, le Monzambano et le Sirio, ainsi que deux patrouilleurs allemands, escortent le Città di Agrigento, le Città di Alessandria, le Città di Savona, le Re Alessandro, le Delos et le Santa Fè du Pirée à Héraklion. Cinq jours plus tard, le Monzambano et le Barletta escortent le pétrolier Alberto Fassio et les vapeurs Re Alessandro, Monstella et Pier Luigi de Souda au Pirée, tandis que le 15 juillet, le Monzambano et le torpilleur Libra escortent le vapeur Alba Julia et les pétroliers Albaro et Celeno du Pirée aux Dardanelles. Le 17 juillet 1942, le Monzambano escorte le pétrolier allemand Petrakis Nomikos lorsqu'il est torpillé par le sous-marin britannique HMS Rorqual. Le torpilleur poursuit le sous-marin, mais sans résultat. Le 18 juillet, le navire escorte les navires à vapeur Potestas et Adriana de Thessalonique au Pirée.
Le 7 août 1942, l'unité escorte le navire à vapeur Wachtfels avec le Calatafimi et le Barletta, lorsque, à 7h30, le convoi est attaqué par le sous-marin HMS Proteus dans les eaux crétoises, à une dizaine de milles nautiques (19 km) au nord-ouest de Milos. Touché par une torpille sur les quatre lancées, le Wacthfels coule à la position géographique de 36° 55′ N, 24° 10′ E,. Le 24 août, le torpilleur escorte du Pirée à Souda les navires à vapeur Addis Ababa, Orsolina Bottiglieri et Corso Fougier.
Le 31 août 1942, à 9h30, le Monzambano, sous le commandement du lieutenant de vaisseau (tenente di vascello) Gamaleri, chef de l'escorte, quitte Souda pour escorter vers Tobrouk, avec les torpilleurs Cassiopea et Calatafimi, les pétroliers Abruzzi et Picci Fassio (arrivés à Souda en provenance de Tarente chargés d'essence pour Tobrouk) et le cargo Bottiglieri (à destination de Benghazi). Le convoi, qui avance à une vitesse de 7 nœuds (13 km/h), se dispose avec les trois navires marchands en ligne de front, le Calatafimi en tête de la formation et les deux autres unités sur les côtés. Le convoi dispose également d'une escorte aérienne composée d'avions italiens et allemands. A 19h30 le 1er septembre, le convoi subit une première attaque aérienne, par des bombardiers à haute altitude, après laquelle le Abruzzi (transportant 684 tonnes d'essence et deux tonnes d'autres matériaux), endommagé et immobilisé par quelques bombes tombées près de la coque, est abandonné par l'équipage. Dans un premier temps, le commandant du Monzambano fait revenir l'équipage à bord du navire en détresse (qui ne semble pas très endommagé), qui est alors remorqué par le Calatafimi, mais après la rupture du câble de remorquage, le Abruzzi est de nouveau abandonné et laissé à la dérive (il sera ensuite remorqué par d'autres unités jusqu'à Ras Hilal, où il arrivera le 4 septembre), préférant concentrer l'escorte autour du Picci Fassio, qui n'est pas endommagé. Le Monzambano et le Calatafimi restent avec cette unité, tandis que le Cassiopea escorte le Bottiglieri à Benghazi. A 00h35 le 2 septembre, cependant, il y a une nouvelle attaque, portée par des bombardiers-torpilleurs: d'abord un feu indicateur est aperçu loin à l'arrière du convoi, sur le côté tribord, puis d'autres sur les côtés tribord, bâbord et avant du convoi. Des avions ennemis (peut-être trois) survolent la formation pendant plus d'une heure, puis, à 1h55, le Picci Fassio est touché par une torpille sur le côté bâbord, étant secoué par une violente explosion, tandis que les torpilleurs continuaient à manœuvrer à grande vitesse, gardant leur distance, continuellement survolés par les avions. Le Picci Fassio coule à 2h30 du matin à la position géographique de 33° 26′ N, 22° 41′ E, à une trentaine de milles nautiques (55 km) au nord de Derna: le Monzambano ne devant récupérer que les survivants de l'équipage du pétrolier.
Le 5 septembre, le torpilleur escorte les navires à vapeur Silvia et Versilia du Pirée à Ágios Nikólaos sur l'île de Crète. Le 29 septembre, en compagnie du mouilleur de mines allemand Bulgaria, il escorte du Pirée à Souda le Città di Alessandria et le Città di Savona.
Le 2 octobre, les deux mêmes unités escortéent les deux navires à moteur de Souda au Pirée. Le 13 octobre 1942, le Monzambano escorte du Pirée à Iraklion, avec le Solferino, les navires à moteur Città di Alessandria et Città di Savona et le vapeur Re Alessandro. Le lendemain, le convoi, avec une escorte similaire, retourne au Pirée. Le 16 octobre, les deux torpilleurs escortent le Aventino et le Re Alexandro du Pirée à Héraklion, et le lendemain, avec le Barletta, ils escortent les deux mêmes vapeurs d'Héraklion au Pirée, avec en plus le Città di Alessandria. Le 21 octobre, le Monzambano et le Solferino escortent de Thessalonique au Pirée les pétroliers Ceres et Dora C. et le vapeur Burgas.
Le 28 octobre, le Monzambano, le Bulgaria et un chasseur de sous-marins allemand escortent d'Héraklion au Pirée lesCittà di Savona, Città di Alessandria, Pier Luigi et le pétrolier allemand Thessalia. Le 12 novembre, le torpilleur, avec le destroyer allemand Hermes, escorte du Pirée à Héraklion le Città di Alessandria, le Città di Savona, le Re Alessandro et le vapeur Ardenna. Le jour suivant, les deux navires escortent les quatre navires marchands sur la route opposée. Le 26 novembre, le Monzambano et le Solferino escortent les vapeurs Fouger, Vesta et Pier Luigi de Souda au Pirée.

#### 1943
Entre 1942 et 1943, le torpilleur subit des modifications qui impliquent le remplacement d'un canon de 102/45 mm par un autre canon de 102/45 mm, mais du modèle Schneider-Armstrong 1917, ainsi que le chargement de deux autres canons jumelés de 20/65 mm Breda Modèle 1935 (portant le nombre total de canons de 20 mm à dix).
Le 11 juin 1943, le Monzambano, le Castelfidardo et le destroyer Turbine escortent le vapeur allemand Whilhelmsburg du Pirée aux Dardanelles. Le 19 juin, le torpilleur, ainsi que les destroyers Turbine et Euro, escortent les transports Donizetti, Re Alessandro et Ardenna du Pirée à Leros puis à Rhodes, et deux jours plus tard, les trois unités escortent les mêmes navires marchands de Rhodes au Pirée. Le 28 juin, le Monzambano et le Turbine escortent l'ex-vapeur français Sinfra de Thessalonique à Rhodes.
Le matin du 7 juillet, le torpilleur et le destroyer, ainsi que les chasseurs de sous-marins allemands UJ 2102 et UJ 2104, rencontrent, juste en dehors des eaux territoriales turques, le pétrolier allemand (ex-grec) Petrakis Nomikos et le vapeur allemand Gerda Tofr (ou Gerda Toft), venant également des Dardanelles et se dirigeant vers le Pirée. À 7h30, le convoi, rejoint par quatre avions d'escorte aérienne, est disposé avec le Petrakis Nomikos au milieu (avec des fonctions d'éclaireur échogoniométrique) suivi en ligne par le Gerda Tofr, à bâbord le Turbine et le Monzambano (ce dernier avec des fonctions d'escorte échogoniométrique) et à tribord le UJ 2102 (avec des fonctions d'escorte échogoniométrique) et le UJ 2104. À 8h02, cependant, le Petrakis Nomikos est touché par deux torpilles lancées par le sous-marin britannique HMS Rorqual (N74). Alors que le pétrolier est immobilisé et fait de fortes embardées à tribord, les avions larguent quelques grenades sous-marines dans la partie de la mer située entre le Petrakis Nomikos et les deux chasseurs de sous-marins allemands. Le chef du convoi, le capitaine de corvette (capitano di corvetta) De Rosa De Leo du Turbine, ordonne au convoi de tourner d'urgence à gauche, ordonne à le UJ 2102 et à l'un des avions d'attaquer le HMS Rorqual (à 9h25, le premier largue plusieurs grenades sous-marines) et ordonne au Monzambano et au UJ 2104 d'escorter le Gerda Tofr. Le Petrakis Nomikos, assisté du Turbine, chavire et coule à 9h35 du matin à la position géographique de 39° 57′ N, 25° 50′ E (les 66 hommes de l'équipage sont sauvés). Le convoi est alors reconstitué (laissant toutefois un chasseur de sous-marins et un avion en place pour poursuivre la contre-attaque) et atteint le Pirée à 7h35 le 8 juillet.
Le 18 juillet, le Monzambano et deux chasseurs de sous-marins allemands escortent le pétrolier Firus et le vapeur Alba Julia sur la route Le Pirée-Dardanelles, tandis que le 23, le navire, avec la canonnière Camogli, escorte le vapeur Goggiam de Rhodes au Pirée, via Leros. Le 25 juillet 1943, le Monzambano et le Euro escortent le vapeur Re Alessandro de Rhodes à Thessalonique.
Le 8 août, le torpilleur, avec le Euro, escorte le Re Alessandro de Rhodes au Pirée. Deux jours plus tard, le Monzambano, ainsi que les destroyers Turbine, Euro et Crispi, escortent du Pirée à Rhodes le navire à moteur Donizetti, le Re Alessandro et le pétrolier Helli. Le 12 août, les quatre mêmes unités escortent les trois navires marchands de Rhodes au Pirée.
Jusqu'à l'armistice du 8 septembre 1943 (Armistice de Cassibile), le Monzambano a effectué un total de 167 missions d'escorte et sept missions de pose de mines, en plus d'une trentaine d'autres missions.

#### De l'armistice aux dernières années
Le 8 septembre 1943, après la proclamation de l'armistice, le Monzambano, sous le commandement du capitaine de corvette (capitano di corvetta) Alberto Cuomo, quitte Patras, sur le point d'être occupé par les Allemands, en direction de Tarente, qui reste aux mains des Italiens. Au large de Zakynthos, le torpilleur est attaqué par des bombardiers allemands Junkers Ju 87 "Stuka": le feu du navire italien abat deux avions, ce qui lui permet d'arriver indemne à la base des Pouilles,.
Dans la période 1943-1945, pendant la cobelligérance avec les Alliés, le Monzambano effectue 74 missions de guerre, consistant principalement en des escortes dans les eaux de l'Algérie et de la Tunisie, ainsi que dans la mer Ionienne et en Sicile.
Après la guerre, le navire est transféré à la Marina Militare, la nouvelle marine militaire italienne et reste en service, mais avec très peu d'activité, étant obsolète et usé par l'intense activité de guerre,. 
Entre 1946 et 1947, l'armement du Monzambano est à nouveau modernisé,,. Les canons de 102 mm sont réduits à deux (selon d'autres sources, un seul est éliminé), placés dans des installations simples (au lieu de, comme auparavant, jumelés), deux canons simples de 20/70 mm sont remplacés par un canon jumelé 20/65 Breda 1935 (placé au sommet du tableau de bord du moteur), les deux petits mitrailleuses de 8/80 mm sont éliminés et les tubes lance-torpilles de 450 mm (dans deux installations jumelées) sont remplacés par deux tubes de 533 mm (dans une seule installation jumelée). Enfin, deux lanceurs de bombes anti-sous-marines de type Menon sont installés sur le pont.
Déclassé le 15 avril 1948, le torpilleur est désarmé trois ans plus tard, le 15 avril 1951,, et est ensuite envoyé à la démolition.

## Sources
- (it) Cet article est partiellement ou en totalité issu de l’article de Wikipédia en italien intitulé « Monzambano (cacciatorpediniere) » (voir la liste des auteurs).